# متهم گریخت
متهم گریخت یک مجموعه تلویزیونی اجتماعی و در قالب طنز به کارگردانی رضا عطاران و نویسندگی سعید آقاخانی است که در ماه رمضان سال ۱۳۸۴ از شبکه سه سیما در ۲۶ قسمت پخش شده است.

## خلاصه داستان
هاشم آقا و خانواده‌اش در شهرستانی نه چندان دور از تهران زندگی ساده‌ای دارند. او در مغازه‌ای اجاره‌ای به تعمیر اگزوز مشغول است. پس از شدت گرفتن بیماری قلبی هاشم آقا، اعظم، دختر دانشجویش در تهران، به او و خانواده پیشنهاد می‌دهد که به تهران نقل مکان کنند تا کار راحت‌تری برای امرار معاش انجام دهد. هاشم آقا به ناچار کارش را تعطیل و به همراه خانواده‌اش به تهران نقل مکان می‌کند که پس از آن با مشکلات زیادی رو به رو می‌شود.

## بازیگران
| بازیگر           | نقش           | توضیحات                                  |
| ---------------- | ------------- | ---------------------------------------- |
| سیروس گرجستانی   | هاشم بابازاده | نقش اصلی                                 |
| مریم امیرجلالی   | سرور          | همسر هاشم                                |
| ملیکا زارعی      | معصومه        | دختر هاشم                                |
| علی صادقی        | عباس          | همسر معصومه                              |
| لیدا فتح‌الهی     | اعظم          | دختر هاشم                                |
| سعید آقاخانی     | منصور         | خواستگار اعظم                            |
| شهربانو موسوی    | بی‌بی          | مادر هاشم                                |
| محمود بهرامی     | شازده         | صاحبخانه هاشم                            |
| علیرضا جعفری     | سعید          | پسر هاشم                                 |
| رضا عطاران       | رامین         | سارق پول                                 |
| احمد پورمخبر     | مش قربون      | همسایه هاشم خان                          |
| مجید شهریاری     | اشکی          | صاحب‌کار منصور و هاشم                     |
| بهشاد شریفیان    |               | افسر نیروی انتظامی                       |
| سیدرضا حسینی     | استاداسدی     | سرباز نیروی انتظامی                      |
| خشایار راد       | نادر بلوریان  |                                          |
| فلور نظری        |               | همسر نادر                                |
| فرشاد ارج        | ناصر بلوریان  | برادر نادر                               |
| پروین ملکی       | خانم بلوریان  | عمه نادر و ناصر                          |
| سیروس میمنت      | عبدل آب‌دوغ    |                                          |
| رضا داوودنژاد    |               | مرد جلوی بیمارستان                       |
| اصغر حیدری       | تورج          | دوست هاشم خان                            |
| پروین میکده      | خانم شرفی     | همسایه هاشم خان                          |
| سروش جمشیدی      | بشیر          | کارگر سردخانه                            |
| جواد زیتونی      | حسن           | کارگر سردخانه                            |
| حلیمه سعیدی      |               | مادر رامین                               |
| آناهیتا افشار    | سحر مشرفی     | زن رامین                                 |
| افشین سنگ‌چاپ     |               | دزد                                      |
| سروین رفیعیان    | منیر          | خواهر منصور                              |
| فتح‌الله طاهری    | ناصر          | پدر منصور                                |
| محمد برسوزیان    |               | رئیس بیمارستان                           |
| ملیحه موسوی      | پروین         | مادر منصور                               |
| محمد حاج‌حسینی    | آقا حبیب      | همسایه رامین                             |
| ابراهیم شجاعی    |               | همسایه رامین                             |
| سعید نورالهی     | حاج آقا مرتضی | عاقد، رئیس قرض الحسنه                    |
| سیدجلال طباطبایی |               | کله پاچه فروش                            |
| سعید کریمی       | بنفشه         | دوست عبدل آبدوغ                          |
| مسعود مبارکی     | آقای مشرفی    | پدرزن رامین                              |
| امیر مولایی      |               | حمامی                                    |
| محمد افشار       |               | تشک فروش                                 |
| سیامک حلمی       | اسمال آقا     | دوست قدیمی هاشم، راننده کامیون بنز مایلر |
| رضا عارفان       | حاج نصرالله   | صاحب مغازه هاشم                          |
| حسین کلانتر      | فضل‌الله       |                                          |
| زری علی‌زاده      | اقدس خانم     |                                          |
| بهروز خوش‌فطرت    |               | هیئت مدیره برج                           |
| منصور امامی      |               | معلم زبان                                |
| اصلان مرتضایی    |               | مدیر مدرسه                               |
| شاپور دلدار      |               | ناظم مدرسه                               |
| عباس خسروی       |               | راننده تاکسی                             |
| نعیم بختیاری     |               | پزشک                                     |

## بازخورد
متهم گریخت به عنوان یکی از محبوب‌ترین سریال‌های تاریخ تلویزیون ایران شناخته می‌شود و توانست با طنز شیرین و داستان سرگرم‌کننده‌اش، مخاطبان زیادی را به خود جذب کند.

## ابهام دربارهٔ نویسنده سریال
در یکی از قسمت‌های برنامه تلویزیونی هفت چنین گفته شد که فیلمنامه سریال خانه به دوش و طرح داستانی سریال متهم گریخت از اصغر فرهادی است. در واکنشی مهران مهام این ادعا را تکذیب کرد تا در دی ماه ۱۳۹۶ دربرنامه ای در شبکهٔ شما، مریم امیر جلالی بار دیگر این مسئله را مطرح کرد و گفت که نویسندهٔ اصلی این سریال و سریال خانه به دوش اصغر فرهادی بوده است، ولی در آن زمان چون می‌خواست تنها در کارهای سینمایی مطرح شود، ترجیح داد نامش در تیتراژ فیلم نباشد.
چندی بعد سعید آقاخانی در همین برنامه از شبکه شما اعلام کرد نویسنده خانه به دوش و متهم گریخت همان‌هایی هستند که نامشان در تیتراژ ذکر شده و صحبت مریم امیرجلالی از روی عدم اشراف ایشان به کلیت موضوع بوده و حضور اصغر فرهادی صرفاً به عنوان ناظر صداوسیما در مرحله نگارش و ساخت سریال بوده است.

## جوایز و نامزدها
| ۱۳۸۵ | نهمین دوره جشن حافظ |                                  |                            |          |
| ۱۳۸۵ | نهمین دوره جشن حافظ | بهترین مجموعه تلویزیونی          | ایرج محمدی                 | نامزدشده |
| ۱۳۸۵ | نهمین دوره جشن حافظ | بهترین کارگردانی تلویزیونی       | رضا عطاران                 | برنده    |
| ۱۳۸۵ | نهمین دوره جشن حافظ | بهترین بازیگر مرد کمدی تلویزیونی | سیروس گرجستانی             | نامزدشده |
| ۱۳۸۵ | نهمین دوره جشن حافظ | بهترین بازیگر زن کمدی تلویزیونی  | مریم امیرجلالی             | نامزدشده |
| ۱۳۸۵ | نهمین دوره جشن حافظ | بهترین ترانهٔ فیلم و سریال        | مجید اخشابی                | نامزدشده |
| ۱۳۸۵ | نهمین دوره جشن حافظ | بهترین ترانهٔ فیلم و سریال        | امیرحسین مدرس و رضا عطاران | نامزدشده |